# Gampong Tampak
Gampong Tampak is een bestuurslaag in het regentschap Aceh Timur van de provincie Atjeh, Indonesië. Gampong Tampak telt 862 inwoners (volkstelling 2010).